# ジャラールッディーン (ジョチ家)
ジャラールッディーン（جلال الدین خان ابن تقتمش）は、1411年から1412年にかけてのジョチ・ウルスのハン。14世紀末にジョチ・ウルスの再統一に成功したトクタミシュ・ハンの子。

## 概要
ジャラールッディーンの父のトクタミシュ・ハンはかつてジョチ・ウルスの再統一に成功しながら、中央アジアのティムールと対立して没落した人物であった。トクタミシュは没落後もリトアニアの支援を受けてジョチ・ウルス君主の座を再度狙っており、傀儡ハンを擁立してジョチ・ウルスの実権を握ったマングト部のエディゲとの間で20年近くに渡って抗争が繰り広げていた。
しかし、1399年のヴォルスクラ川の戦いで敗れたトクタミシュは劣勢となり、ハン位を取り戻せないままに1405年〜1407年頃死去した。トクタミシュの後を継いだのがジャラールッディーンで、ジャラールッディーンはエディゲとの抗争を続ける一方で、1410年にはリトアニア大公の指揮下でタンネンベルクの戦いにも参加するなど、各所で活躍していた。

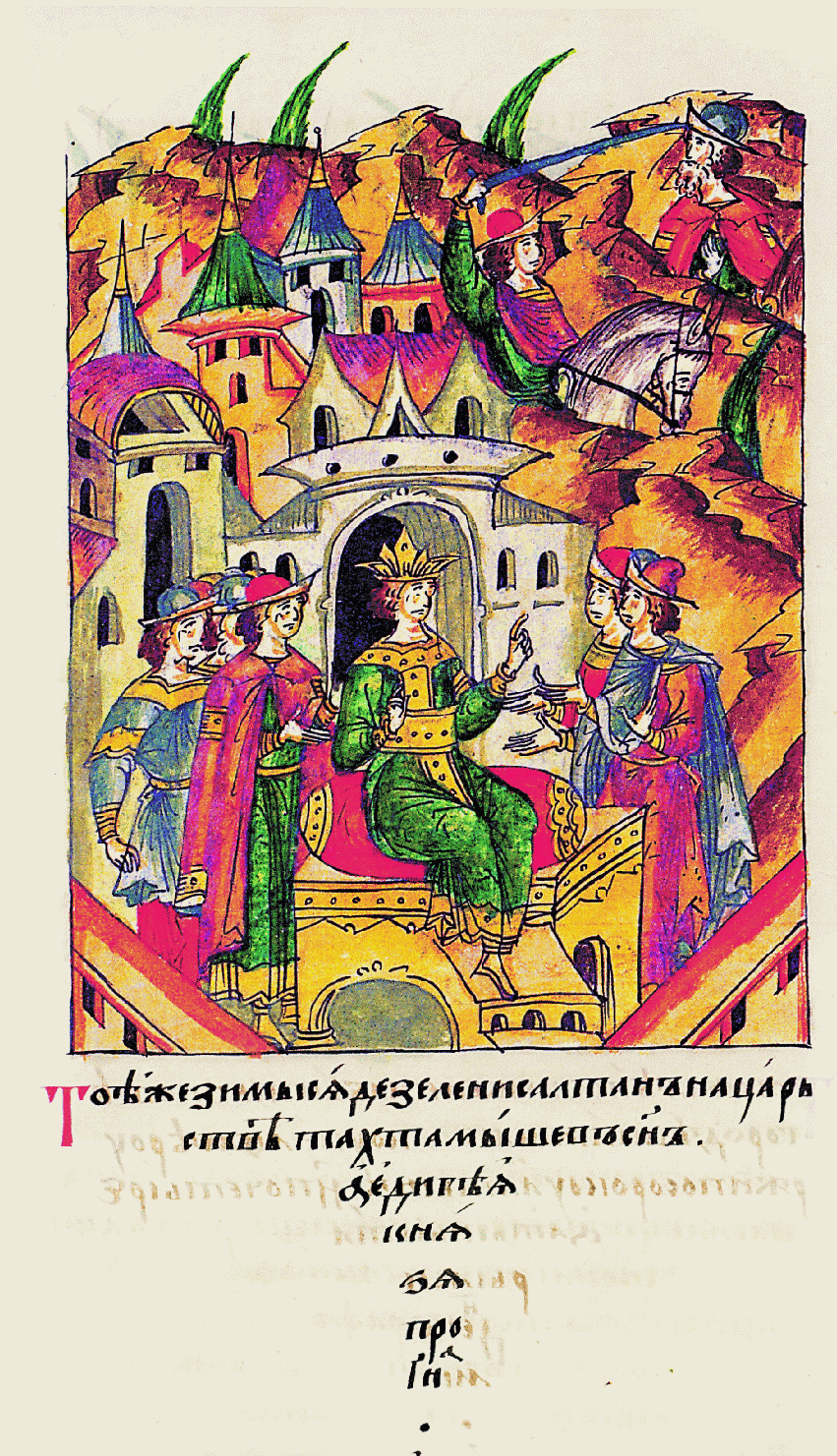
ニコン年代記の挿絵よりエディゲを追ってハン位に就いたジャラールッディーン

一方、この頃エディゲの傀儡ハンであったテムルは現状に不満を募らせ、ヒジュラ暦814年初め（1411年）にエディゲを攻撃し、エディゲはホラズム地方に逃れざるをえなくなった。これを好機と見たジャラールッディーンはリトアニアの支援を受けたジョチ・ウルスに帰還し、テムル・ハンを打倒してトクタミシュ家にハン位を取り戻した。
しかし、ロシアの『ニコン年代記』によると、ジャラールッディーンは在位1年にして弟のカリーム・ベルディに殺害されてしまったという。

## トカ・テムル王家
- ジョチ(Jöči ＞朮赤/zhúchì,جوچى خان/jūchī khān)
  - トカ・テムル(Toqa temür ＞توقا تیمور/tūqā tīmūr)
    - ウルン・テムル(Urung temür ＞اورنك تيمور/ūrunk tīmūr)
      - サルチャ(Sarča ＞اجيقی/sārīja)
        - コンチェク(Gönčeg ＞کونجه/kūnjīk)
          - トゥグルク・ホージャ(Tuγluq khwaja ＞تيمور خواجه/tughluq khwāja)
            - トイ・ホージャ(Toy khwaja ＞بادق/tūy khwāja)
              - トクタミシュ・ハン(Toqtamiš qan ＞توقتاميش خان/tūqtāmīsh khān)
                - ジャラールッディーン(Jalal al-Din qan ＞جلال الدین خان/jalāl al-dīn khān)

          - トゥリク・テムル(Tuliq temür ＞تيمور خواجه/tūlik tīmūr)
            - ジナ(J̌ina ＞جينه/jina)
              - ハサン(Ḥasan ＞حسن/ḥasan)
                - ウルグ・ムハンマド(Uluγ Muḥammad ＞ألوغ محمد/ulūgh muḥammad)
                  - マフムーデク(Maḥmūd ＞محمود/makhmūd,Мәхмүтәк)
                  - カースィム(Qāsim ＞قاسم/qāsim)